# 泽廖内博尔 (克拉斯诺亚尔斯克边疆区)
泽廖内博尔（羅馬化：Zelyonyy Bor）是俄罗斯克拉斯诺亚尔斯克边疆区的市级镇，属边疆区辖市米努辛斯克市，位于叶尼塞河畔，地处克拉斯诺亚尔斯克边疆区西南部，在米努辛斯克及边疆区首府克拉斯诺亚尔斯克西南方，西与哈卡斯共和国隔河相望。
该地2021年人口有2,897人；2010年人口2,778；2002年人口2,645；1989年人口2,487。